# 스파키 애덤스
얼 존 "스파키" 애덤스(Earl John "Sparky" Adams, 1894년 8월 26일 ~ 1989년 2월 24일)는 미국의 전 프로 야구 선수로, 메이저 리그 베이스볼(MLB)의 시카고 컵스, 피츠버그 파이리츠, 세인트루이스 카디널스, 신시내티 레즈 등지에서 뛰었다. 현역 시절 메이저 리그 선수를 통틀어 가장 작은 선수였다.